# Entaguas
El río Entaguas («río de los ents», Entwash en el original inglés) es una corriente de agua ficticia creada por el escritor británico J. R. R. Tolkien para ambientar algunas de las historias de su legendarium.

## Nombres y etimología
Según Tolkien el nombre del río es una forma “modernizada” del rohírrico “Entwæs”, en el que, el significado de wæsc es “agua que fluye”. En Sindarin el nombre es Onodló, nombre compuesto por Onod, pl. enyd, “Ent”, y Lô, que según Tolkien era una “(...)palabra usada para corrientes de un tipo que eran variables y susceptibles de anegar las riberas en ciertas estaciones y causar inundaciones cuando las lluvias o el deshielo ocasionaban crecidas...” como es el caso de la desembocadura de este río.

## Geografía ficticia
Nace al pie de las Montañas Nubladas en las faldas del Methedras, cruza el Bosque de Fangorn y, de los múltiples manantiales que lo nutren, los Ents sacan el líquido que les da fuerzas y alimento. Saliendo del bosque, el río corre caudaloso hacia el sureste, hasta desembocar en el río Anduin, abriéndose en múltiples brazos poco antes de volcar sus aguas en el Río Grande, formando una zona de pantanos y esteros en las tierras intermedias, denominada “Bocas del Entaguas”. Dividía al Reino de Rohan en dos regiones: el Oestemnet y el Estemnet, y solo había un vado, el Entwade, por donde pasar de una región a otra; ubicado al noreste de Edoras.

## Historia ficticia
Los Hobbits Merry y Pippin bebieron de sus aguas y se repusieron totalmente del duro viaje como prisioneros de los Orcos. Tan fuerte es su poder que hasta crecieron en estatura, siendo los hobbits más altos de la historia (más aún que "Toro Bramador").